# Leptoscyphus iversenii
Leptoscyphus iversenii là một loài rêu tản trong họ Geocalycaceae. Loài này được (Pearson) Sim miêu tả khoa học lần đầu tiên năm 1926.